# Vladimir Semenikhine
Vladimir Anatolievitch Semenikhine (en russe : Владимир Анатольевич Семенихин ; né le 31 août 1967) est un homme d'affaires russe, philanthrope, collectionneur d'art et consul général honoraire,. Semenikhine est le président de la Fondation Culturelle Ekaterina, Président du conseil d'administration du Groupe Stroyteks et le Consul Général Honoraire de la république du Kazakhstan dans la Principauté de Monaco.

## Influence culturelle
Dès le début des années 2000, Semenikhine a créé une fondation pour promouvoir les arts en Russie et, à travers elle, a soutenu des expositions dans des musées nationaux et galeries. Celle-ci a réalisé des expositions internationales comme l'exposition avant-gardiste du Valet de Carreau en 2004, à la Galerie Tretiakov et au Musée russe à Saint-Pétersbourg. En 2005, Semenikhine a ouvert la première salle d'exposition privée dans le centre de Moscou. Depuis, celle-ci a accueilli des manifestations comme l'exposition Grace Kelly en 2009.
Semenikhin a encouragé le développement des arts en Russie, en organisant des expositions de peintres russes de l'avant-garde du mouvement. En août 2016, il fit don de neuf œuvres d'art au Centre Pompidou.

## Travail diplomatique
Semenikhine a été, depuis le 15 juin 2011, le Consul Général Honoraire du Kazakhstan dans la Principauté de Monaco. Il a organisé deux visites d'État au Kazakhstan et à Monaco (2013, 2014) par les deux chefs d'État.

## Activité
Semenikhine a fondé son entreprise de construction en 1995 à Moscou sous le nom de Stroyteks (Стройтэкс). À ce jour, la société a construit plus d'un million de mètres carrés dans la région de Moscou. Celle-ci est désormais qualifiée comme étant l'une des plus grandes sociétés de construction de la capitale russe.

## Distinctions
- Officier de la Légion d'honneur Il est fait officier le 23 mars 2017[9]. Il était chevalier depuis 2013[10].
- Chevalier de l'ordre du Mérite culturel de Monaco Il est fait chevalier le 18 novembre 2011[11]
- Chevalier de l'ordre de Saint-Charles Il est fait chevalier le 26 janvier 2018[12].

## Conseil d'administration
- Membre du conseil d'administration du Musée Russe[13].
- Membre du conseil d'administration du Prix Kossyguine[14].
- Membre du conseil d'administration des amis du Musée Océanographique de Monaco[15]
- Membre du comité d'attractivité monégasque [16]